# 아사히구 (오사카시)
아사히구(일본어: 旭区 아사히쿠[*])는 일본 오사카부 오사카시를 구성하는 24개 구 중 하나이다.

## 지리
오사카시 동북부에 위치하고, 북쪽으로 요도강을 바라보며 서쪽으로 조토 화물선, 남쪽으로 국도 163호선, 한층 더 동쪽은 모리구치시와 그 경계를 접하고 있다.

### 인접한 지자체
- 히가시요도가와구
- 미야코지마구
- 조토구
- 쓰루미구
- 모리구치시

## 역사
1932년에 히가시나리구에서 분리되어 탄생하였다.

## 교통

### 철도
- 게이한 전기 철도
  - 본선
    - (← 조토구 세키메역) - 모리쇼지역 - 센바야시역 - (모리구치시 다키이역 →)

- 오사카 메트로
  - 다니마치선
    - (← 미야코지마구 노에우친다이역) - 세키메타카도노역 - 센바야시오미야역 - 다이시바시이마이치역 - (모리구치시 모리구치역 →)

  - 이마자토스지선
    - (← 조토구 세키메세이이쿠역) - 신모리후루이치역 - 시미즈역 - 다이시바시이마이치역 - (히가시요도가와구 다이도토요사토역 →)

### 도로
- 한신 고속도로
- 국도 제1호선
- 국도 제163호선 (일본)(일본어판)
- 국도 제479호선